# Jewgeni Giditsch
Jewgeni Wiktorowitsch Giditsch (kasachisch Евгений Викторович Гидич, englische Transkription Yevgeniy Gidich; * 19. Mai 1996 in Kökschetau) ist ein kasachischer Radrennfahrer.

## Karriere
Nach dem zweiten Platz bei den Asienmeisterschaften  2014 im Straßenrennen der Junioren wurde Giditsch zur Saison 2015 Mitglied im UCI Continental Team Vino-Astana Motors. In den Jahren 2016 und 2017 erzielte er vorrangig auf der UCI Asia Tour eine Reihe von Erfolgen, unter anderem gewann er die Gesamtwertung der Tour of Thailand. 2017 gewann er erneut die Silbermedaille bei den Asienmeisterschaften, dieses Mal in der U23.
Nachdem er 2017 bereits Stagiaire war, wechselte Giditsch zur Saison 2018 zum UCI WorldTeam Astana-Premier Tech. Sein erster Erfolg für das Team war der Gewinn der dritten Etappe der Kroatien-Rundfahrt 2019. Zudem wurde er 2019 im Trikot der kasachischen Nationalmannschaft Asienmeister sowohl im Straßenrennen als auch im Einzelzeitfahren. 2022 gewann er den Titel mit der kasachischen Mannschaft im Mannschaftszeitfahren. Für sein Team Astana waren die beiden Etappenerfolge bei der kleinen türkischen Rundfahrt Tour of Van die ersten Siege seit der Kroatien-Rundfahrt 2019.
Im Jahr 2025 wechselte er zum chinesischen UCI Continental Team China Glory-Mentech Continental Cycling

## Erfolge
2014
- Asienmeisterschaften – Straßenrennen (Junioren)

2016
- eine Etappe Bulgarien-Rundfahrt
- zwei Etappen Tour of Qinghai Lake
- Nachwuchswertung Tour de Korea
- Nachwuchswertung Le Tour de Filipinas
- eine Etappe Tour of Iran

2017
- eine Etappe Tour of Qinghai Lake
- Gesamtwertung und eine Etappe Tour of Thailand
- Asienmeisterschaften – Straßenrennen (U23)

2018
- Nachwuchswertung Kroatien-Rundfahrt

2019
- Asienmeister – Einzelzeitfahren
- Asienmeister – Straßenrennen
- eine Etappe Kroatien-Rundfahrt

2022
- Asienmeister – Mannschaftszeitfahren (mit Igor Tschschan, Jewgeni Fedorow und Juri Natarow)
- Kasachischer Meister – Straßenrennen

2023
- Asienmeisterschaft – Straßenrennen
- zwei Etappen und Punktewertung Tour of Van